# Niszczyciele typu Sakura
Niszczyciele typu Sakura (jap. 櫻型駆逐艦 Sakura-gata kuchikukan) – liczący dwie jednostki ("Sakura" i "Tachibana") typ niszczycieli japońskich, były to pierwsze niszczyciele w całości zaprojektowane i zbudowane w Japonii dla Cesarskiej Marynarki Wojennej.
Marynarka Cesarska nie otrzymała wystarczających funduszy w roku fiskalnym 1907 na dodatkowe niszczyciele typu Umikaze i nie była zainteresowana kupnem dodatkowych małych kontrtorpedowców typu Kamikaze, w drodze kompromisu zdecydowano więc na konstrukcję dwóch nowych jednostek średniej wielkości. W odróżnieniu od typu Umikaze wyposażonego w drogie, importowane turbiny parowe, postanowiono, że nowe okręty, znane także jako typ F-10,  będą wyposażone w tradycyjne maszyny parowe potrójnego rozprężania.  Okręty zostały zaprojektowane i zbudowane w stoczni Maizuru, stępkę pod "Sakura" (櫻)  położono 31 marca 1911, wodowano go 20 grudnia 1911 i wszedł do służby 21 maja 1912.  Budowę "Tachibana" (橘) rozpoczęto 29 kwietnia 1911, wodowano go 27 stycznia 1912, do służby wszedł 25 czerwca 1912.
Były to pierwsze japońskie niszczyciele noszące nazwy drzew, obie nazwy są niezwykle znaczące w kulturze japońskiej "Sakura" to kwiat wiśni, a "Tachibana" to odmiana dzikiej pomarańczy, te dwa drzewa rosną przed Salą Ceremonii Państwowych (Shishin-den) Pałacu Cesarskiego w Kioto.
Powrót do maszyn parowych pozwolił na zmniejszenie konsumpcji paliwa i dał okrętom większy zasięg. Zewnętrznie typ Sakura bazował na podobnym kadłubie jak wcześniejszy typ Umikaze, ale miał tylko trzy kominy zamiast czterech (były to pierwsze trzykominowe niszczyciele japońskie).  Uzbrojenie stanowiła jedna armata morska 120 mm, cztery armaty 80 mm i podwójna wyrzutnia torpedowa 450 mm.
Oba okręty wzięły udział w I wojnie światowej i służyły do 1 kwietnia 1932, kiedy oba zostały wycofane ze służby.